# Кёльн-Мерхайм
Мерхайм (нем. Merheim), — один из правобережных районов Кёльна в административном округе Кальк (номер 8).

## Географическое положение
Мерхайм граничит на северо востоке с кёльнским районом Дельбрюк, на востоке с районом Брюк, на юге с районом Нойбрюк, на юго-западе с районом Остхайм, на западе с районом Хёйенберг и на севере с районом Хольвайде.

## Церкви
Наиболее посещаемой церковью Мерхайма является католическая церковь св. Гереона, находящаяся под управлением базилики св. Гереона Кёльна. Найденные в ней надгробные камни свидетельствуют о том, что церковь существовала ещё во времена меровингов и будучи частной церковью принадлежала барскому двору. Позже она была перестроена в романском стиле и неоднократно расширялась. После разрушения церкви в 1818 году, в 1821 году было построено современное здание по планам архитектора Иоанна Петера Вайера. В 1907 году здание было перестроено ещё раз знаменитым кёльнским архитектором Генрихом Ренардом. В годы Второй Мировой войны первоначально острая и высокая колокольня была укорочена из-за того, что она располагалась в коридоре посадочной полосы военного аэродрома Флигерхорст-Остхайм. В начале 70-х годов XX века внутреннее пространство церкви было переустроено по новым стандартам, принятым Вторым Ватиканским собором.
В 1996—1997 гг. церковь св. Гереона была капитально отремонтирована. При этом были освобождены мраморные колонны, заложенные в 70-х годах в стены. Пред Рождеством Христовым в 1997 году всенощная транслировалась по всей Германии телеканалом ARD.

## Достопримечательности
- Барский двор по адресу Von-Eltz-Platz 1.
- Католическая церковь св. Гереона по адресу Von-Eltz-Platz 6.
- «Ем але Коберг» (старейший трактир в правобережной части Кёльна) по адресу Ostmerheimer Straße 455.
- Калькское кладбище по адресу Kratzweg
- Католическая начальная школа (построена в 1959 году), как памятник архитектуры находится под охраной закона (получила премию школьной архитектуры и Германскую премию фасадов 2008 года).

## Дополнительная информация
- Перечень памятников архитектуры Мерхайма (нем.)